# اونیوک ولاسکو
اونیوک ولاسکو (انگلیسی: Onyok Velasco؛ زادهٔ ۱۰ ژانویهٔ ۱۹۷۴) بوکسور سابق و کمدین و بازیگر اهل فیلیپین است.